# Peter Reckell
Peter Paul Reckell (Elkhart, 7 maggio 1955) è un attore statunitense.
È famoso per il ruolo di Bo Brady nella soap opera statunitense Il tempo della nostra vita.

## Biografia
Reckell è nato a Elkhart (Indiana), ma è cresciuto in una fattoria a Okemos nel Michigan. Secondo di sei figli, ha due fratelli e tre sorelle. Mentre era alla scuola media, Reckell costruì scenografie teatrali e si esibì nel coro, e alla fine divenne direttore tecnico del teatro. Ha continuato ad apparire in numerose commedie durante il liceo. Dopo la laurea, Reckell ha frequentato il prestigioso Conservatorio di Boston, dove ha conseguito una laurea in Belle Arti in teatro con una specializzazione in musica e danza.

### Carriera
Reckell ha fatto il suo debutto televisivo nel 1980 nel ruolo di Eric Hollister nella soap opera Così gira il mondo fino al 1982. La sua grande occasione arriva nel 1983 quando entra nel cast principale della soap opera Il tempo della nostra vita interpretato il ruolo di Bo Brady fino al 1987 e successivamente dal 1990 al 1992, nuovamente dal 1995 fino al 2012 riprendendo poi il ruolo dal 2015 al 2016, dal 2022 al 2023 e nel 2025. Durante parte della sua assenza di Days, Reckell è apparso nel ruolo ricorrente di Johnny Rourke nella serie televisiva California. I suoi ruoli da ospite includono Broken Bridges di Rustam Ibraguimbekov, girato in Russia. Nel 2010, Reckell si è unito al cast della serie web soap Venice: The Series nel ruolo di Richard McAndrews.

### Vita privata
Reckell sposò Dale Kristien nel dicembre 1987. Divorziarono nel 1991. Reckell ha poi sposato Kelly Moneymaker il 18 aprile 1998. La loro figlia, Loden Sloan, è nata il 25 ottobre 2007. Ora vivono ad Anchorage in Alaska. A Reckell piace praticare yoga, arti marziali, nuoto, equitazione e ciclismo.

## Filmografia

### Cinema
- Broken Bridges (2004)
- Street Dreams (2009)

### Televisione
- Così gira il mondo - soap opera (1980-1982)
- L'albero delle mele - serie TV, 1 episodio (1982)
- Il tempo della nostra vita - soap opera (1983-1987, 1990-1992, 1995-2012, 2015-2016, 2022-2023, 2025)
- Provaci ancora, Harry - serie TV, 1 episodio (1987)
- Shades of Love: Moonlight Flight - film TV (1988)
- California - serie TV, 31 episodi (1988-1989)
- Reclusa - La rabbia di una madre - film TV (1991)
- Days of our Lives: One Stormy Night - film TV (1992)
- Baywatch – serie TV, 2 episodi (1993)
- Women of the House – serie TV, 1 episodio (1995)
- Days of our Lives' 35th Anniversary – film TV (2000)
- Sheena - serie TV (2001)
- 30 Rock - serie TV, 1 episodio (2009)
- Days of Our Lives: Beyond Salem, regia di Sonia Blangiardo, Noel Maxam e Albert Alarr – miniserie TV (2022)